# HD 126271
HD 126271 är en orange jätte i Björnvaktarens stjärnbild.
Stjärnan har fotografisk magnitud +6,34 och befinner sig på gränsen till vad som kan observeras för blotta ögat vid mycket god seeing.